# Arthur D. Levinson
Arthur D. Levinson (Seattle, 31 de marzo de 1950) es un empresario estadounidense y actual presidente de Apple Inc. (desde 2011 hasta la actualidad) y director general de Calico (una empresa de Alphabet Inc.). Fue director ejecutivo (1995 a 2009) y presidente (1999 a 2014) de Genentech.
En diciembre de 2008, Glassdoor.com lo evaluó el CEO más amable del año, con un 93% de aprobación.
Recibió su licenciatura de la Universidad de Washington en Seattle en 1972, y su doctorado en Bioquímica en la Universidad de Princeton en 1977. Posteriormente se trasladó a una posición de postdoctorado con Michael Bishop y Harold Varmus en el Departamento de UCSF en microbiología, donde fue contratado para Genentech por Herb Boyer.

## Vida privada
Está casado con Rita May Liff desde el 17 de diciembre de 1978 y tiene dos hijos.